# Eisenbahnunfall von Kossino
Der Eisenbahnunfall von Kossino war eine Mehrfach-Kollision, die sich am 2. Januar 1932 bei Kossino ereignete. 68 Menschen starben.

## Unfallhergang
Ein voll besetzter Zug des Vorortverkehrs von Moskau überfuhr auf einer zweigleisigen Strecke einen Fußgänger. Der Zug hielt an, um die Leiche zu bergen. Dabei wurde versäumt, den Zug gegen rückwärtigen Verkehr zu sichern. Ihm folgte ein Zug, der mit etwa 60 km/h auf den stehenden Zug auffuhr und sechs von dessen Wagen zertrümmerte. Die nun einsetzende Rettungsaktion verlief chaotisch: Verletzte Reisende wurden auch über das parallele Gleis der Gegenrichtung evakuiert, erneut, ohne dies abzusichern. So fuhr hier eine dritte Lokomotive in Menschen, die sich auf diesem Gleis befanden. Ein vierter Zug, der sich der Unfallstelle näherte, konnte gerade noch rechtzeitig angehalten werden.

## Folgen
68 Menschen starben, 130 wurden darüber hinaus verletzt. 11 Eisenbahner wurden vor Gericht gestellt.